# 海埔池王府
海埔池王府為臺南市麻豆區海埔里的海埔（又稱王爺埔），主祀以池府千歲為主的五府千歲，另配祀龍邊為註生娘娘、月老公，虎邊至聖先師、文昌帝君，右廂房的福德正神和左廂房的田都元帥，根據廟內沿革記載，池王的供奉年代已有三百多年以上歷史。現今廟體為民國七十七年（1988年）入火安座。

## 沿革
據該廟沿革誌所載，該廟池府千歲是由本庄李姓先人隨鄭成功由中國福建泉州馬巷元威殿迎請，由於當時海埔人口不多，財力有限，無法建廟。所以「神尊皆寄祀民宅」。:8
隨著戰後臺灣經濟發展，海埔「日漸繁榮，多年來里民皆有建廟之意」。民國七十三年（1984年），池王府乩童「頻頻起駕勘查廟地」，降乩指示「王爺埔地理興旺，建廟時機已到，須速興建」。於同年農曆元月廿六日，海埔池王府動土重建新廟，於民國七十七年（1988年）農曆三月廿四日入火安座。:8-9同年十一月初三（12月11日），管理委員會率團至馬巷池王元威殿拜謁進香，並「奉迎一尊池王金身」返臺。:27
民國八十五年（1996年）起，舉辦「池王府演義」活動，同年2月22日獲總統李登輝應邀參加「池王府演義─臺南縣麻豆海埔社區宗教文化節」開幕及啟碑典禮，並應邀致詞。成為成功的宗教活動。
民國一百零六年（2017年）5月，池王府廟後方的古井「龍虎平安井」舉行修復啟用開井典禮。除了於端午節開放民眾汲取午時水，平日也供民眾擲筊求取「龍水」淨身、淨宅。

## 軍史設施

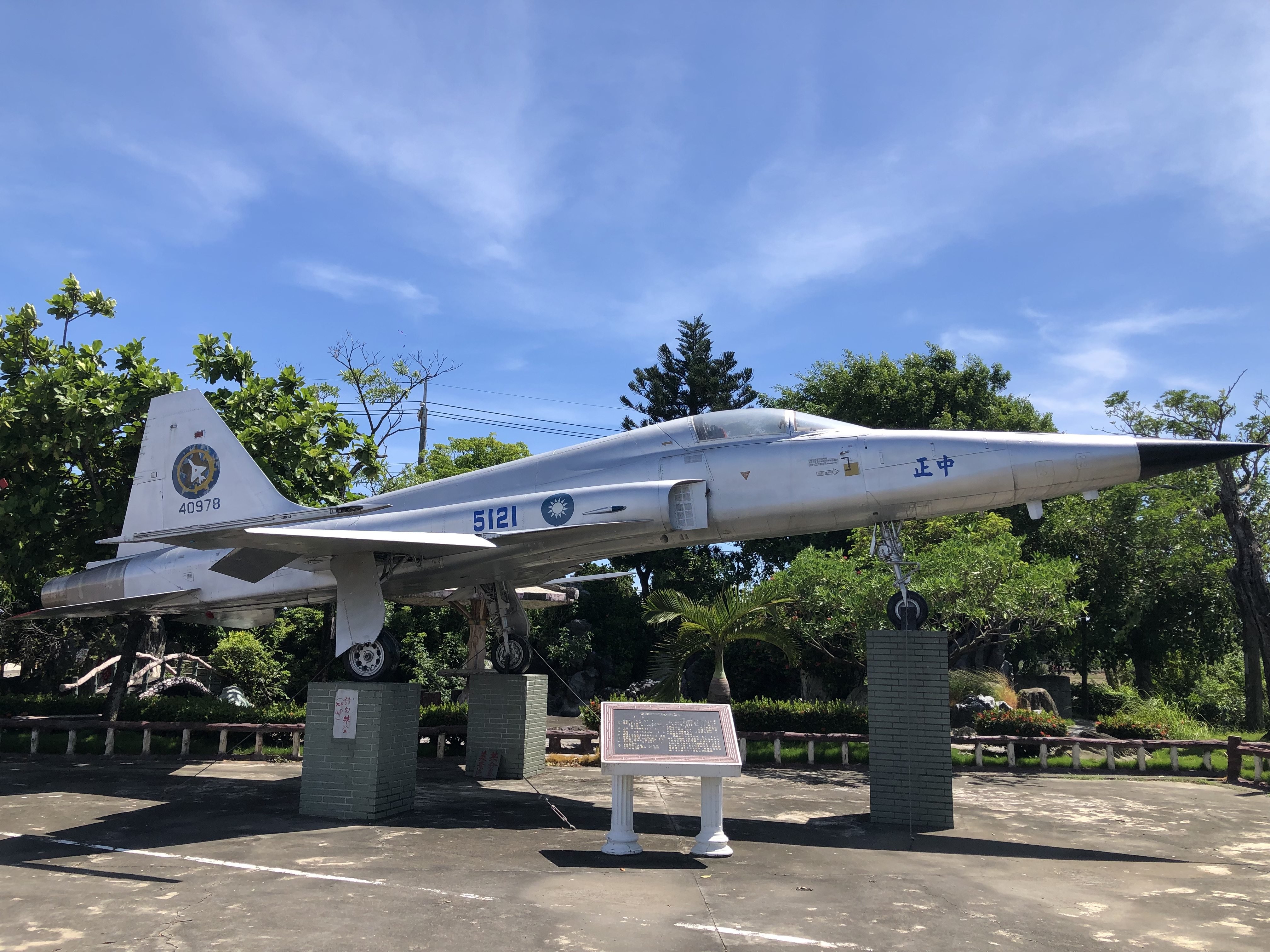
海埔池王府前「臺南軍史公園」內展示的F-5E戰鬥機。

2001年8月，池王府與國防部合作，於廟埕前方成立「臺南軍史公園」。陳列空軍的F-5E戰鬥機、勝利女神力士型飛彈；海軍陸戰隊的LVT兩棲登陸艇；以及陸軍的M-41猛犬戰車跟M-108自走炮車。
由當時陸軍總部於2002年移交的《英製布隆菲爾德 (Blomefield) 九磅前膛砲》（前稱九磅前膛砲）、以及《阿姆斯壯 (Armstrong) 五吋前膛砲》（前稱八吋阿姆斯壯後膛砲），已於2008年6月5日依「府文資字第0970124569號公告」，登錄為法定文化資產之一般古物。
2017年7月，原「九磅前膛砲」與「八吋阿姆斯壯後膛砲」名稱，經國立臺南藝術大學依文物特徵、古砲形制考證後，重新正名為現今名稱。